# ヴァウ・イ・デヤス
ヴァウ・イ・デヤス（アルバニア語: Vau i Dejës, 英語: Deja's Ford）はアルバニアのシュコドラ州の町と基礎自治体である。2015年に現在の基礎自治体が設けられ、同名の町が庁所在地になった。2023年に基礎自治体の人口は19,261人であり、町の人口は5,710人だった。

## 出来事
ダンヤ城はザドリマ地域に有名だった。ヴェネツィアに対して戦闘はこの城で戦った。レケ・ザハリアはこちらで殺された。聖マリア教会堂で埋められた。ヴェネツィアは城を捕獲した。城が倒れた後にたくさんの人々はイタリアに引っ越した。
2015年に旧基礎自治体のヴァウ・イ・デヤス、ブシャト、ハイメル、テマルおよびシュラクが合体した。だからこの基礎自治体は設けられた。庁所在地はヴァウ・イ・デヤス町である。

## 人口
2011年には、町の人口は8,117人だった。2023年には、基礎自治体の人口は19,261にんであり、町の人口は5,710人だった。

## スポーツ
スポーツがほとんどない。二か所のサッカーフィールドと柔道訓練施設がある。基礎自治体はサッカークラブを設ける計画がある。